# Stamboom Anna van Saksen (1544-1577)
Dit is de stamboom van Anna van Saksen (1544-1577).
| Stamboom Anna van Saksen (1544-1577)                                                        | Stamboom Anna van Saksen (1544-1577)                            | Stamboom Anna van Saksen (1544-1577)  | Stamboom Anna van Saksen (1544-1577)          | Stamboom Anna van Saksen (1544-1577) |
| ------------------------------------------------------------------------------------------- | --------------------------------------------------------------- | ------------------------------------- | --------------------------------------------- | --- |
| Grootouders                                                                                 | Philips van Hessen                                              | Philips van Hessen                    | ?                                             | ? |
| Ouders                                                                                      | Maurits van Saksen x Agnes van Hessen                           | Maurits van Saksen x Agnes van Hessen | Maurits van Saksen x Agnes van Hessen         | Maurits van Saksen x Agnes van Hessen |
| Anna van Saksen (1544-1577) x 1561 Willem I van Oranje-Nassau (1533-1584) Willem de Zwijger |                                                                 |                                       |                                               | |
| Kinderen                                                                                    | Anna (1562-1588) x Willem Lodewijk van Nassau-Dietz (1560-1620) | Maurits (1564-1566)                   | Maurits (1567-1625) r Margaretha van Mechelen | Emilia (1569-1629) x 1597 Emanuel van Portugal (1568-1638) |
| Kleinkinderen                                                                               | -                                                               | -                                     | 3 zoons                                       | Dochter (1598-1602) Maria Belgica van Portugal (1599-1647) Emanuel Anton van Portugal (1600-1666) Lodewijk Willem van Portugal (1601-1660) Dochter (1602-1603) Emilia Louise van Portugal (1603-1670) Anna Louise van Portugal (1605-1669) Juliana Catharina van Portugal (ca. 1607-1680) Mauritia Eleonora van Portugal (1609-1674) Sabina Delphica van Portugal (1612-1670) |